# NGC 732
NGC 732 (również PGC 7270 lub UGC 1406) – galaktyka soczewkowata (S0), znajdująca się w gwiazdozbiorze Andromedy. Odkrył ją Édouard Jean-Marie Stephan 5 grudnia 1883 roku.